# Tratado Anglo-Soviético de 1942

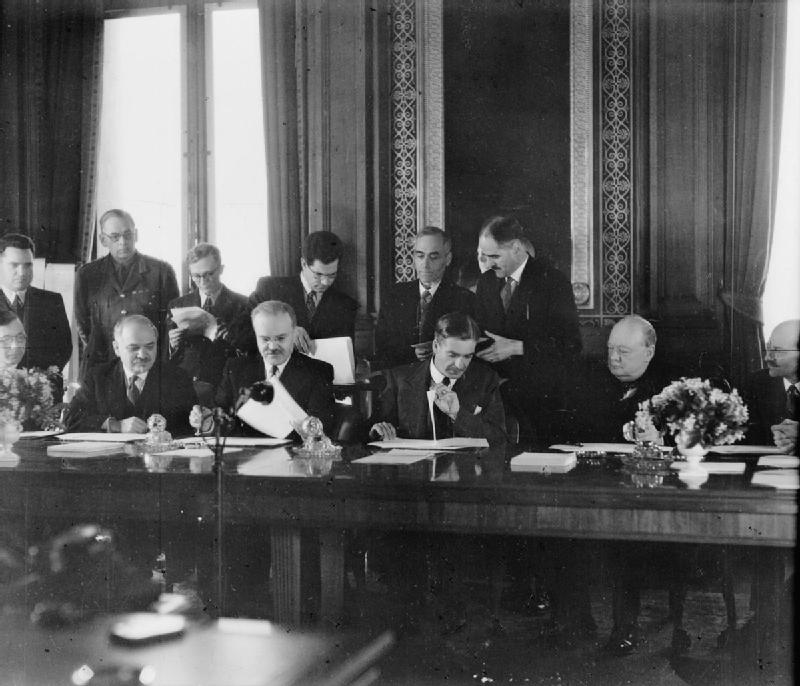
Primeiro ministro Winston Churchill na secretaria estrangeira para assinar o tratado anglo-sovietico, ao lado de ministros ingleses e russos

O Tratado Anglo-Soviético de 1942 estabeleceu um aliança militar e política entre a União Soviética e o Império Britânico durante a Segunda Guerra Mundial, e por 20 anos após a mesma. O tratado foi assinado em Londres em 26 de maio de 1942 pelo secretário de Relações Exteriores britânico, Anthony Eden, e pelo ministro das Relações Exteriores soviético Vyacheslav Molotov.